# (2266) Tchaikovsky
(2266) Tchaikovsky ist ein Asteroid des äußeren Hauptgürtels, der am 12. November 1974 von der russischen Astronomin Ljudmila Iwanowna Tschernych am Krim-Observatorium (IAU-Code 095) in Nautschnyj entdeckt wurde.
Der Asteroid wurde nach dem russischen Komponisten Pjotr Iljitsch Tschaikowski (1840–1893) benannt.